# Pseudotremia hobbsi
Pseudotremia hobbsi är en mångfotingart som beskrevs av Hoffman 1950. Pseudotremia hobbsi ingår i släktet Pseudotremia och familjen Cleidogonidae. Inga underarter finns listade i Catalogue of Life.